# 标准列日
皇家標準列治（法語：Royal Standard de Liège），通称标准列日，是比利时足球俱乐部，位于列日。

## 俱乐部文化
标准列治是比利时最受欢迎的俱乐部之一，历史总战绩排比利时职业联赛第三位。球队主场服为一席红衣，故有红军（Les Rouches）之称。球队的主体育场为莫里斯·迪弗拉纳体育场（Stade Maurice Dufrasne），球场有着著名的多个球队支持团体，最大的四个为"Hell-Side 81", "Ultras Inferno 96", "Kop Rouche"和"PHK"。每一个都占据着球场的不同地方。

## 历史
球队由圣塞尔韦学院的学生于1898年9月创建。球队命名为标准列日的灵感来自法国巴黎的标准体育俱乐部。球队从1909年开始参加比利时甲级联赛，并在1921年后再未降级。
1954年，俱乐部获得比利时杯冠军，这是他们首个俱乐部荣誉。1958年，他们又获得了1957–58赛季的比利时甲级联赛冠军。此后球队共获得10次比利时国内顶级联赛冠军、8次比利时杯冠军、1次比利时联赛杯冠军和4次比利时超级杯冠军。
在欧战成绩方面，球队的最好成绩是在1982年进入欧洲优胜者杯决赛，最终以1–2负于巴塞罗那；其次是在1962年进入欧洲冠军杯半决赛，以0–6负于皇家马德里；以及在1967年进入欧洲优胜者杯半决赛，以1–5负于拜仁慕尼黑。
在1984年，一件牵扯了标准列日数位球员和教练的丑闻曝光：1982年，在与巴塞罗那在欧洲优胜者杯的决赛前，为了预防球员受伤、确保平稳夺冠，标准列日贿赂了其在最后一轮国内联赛的对手托尔亨克俱乐部。这起丑闻曝光后，标准列日的主教练与多名球员被停赛，大批主力球员离开，俱乐部因此不仅在足球领域元气大伤，还被迫关闭了网球、篮球、曲棍球和橄榄球部。
1996年俱乐部吸收了财政危机的RFC瑟兰。俱乐部在2005–06赛季有复苏的趋势，取得了比利时足球甲级联赛亚军，并且取得了欧洲冠军联赛参赛资格。2008–09賽季，俱樂部終於再次獲得比利时足球甲级联赛冠軍。2010–11賽季，俱樂部再次獲得比利時杯冠軍。
俱乐部于2011年6月23日被比利时商人和政治家罗兰·杜夏特莱收购。

## 榮譽

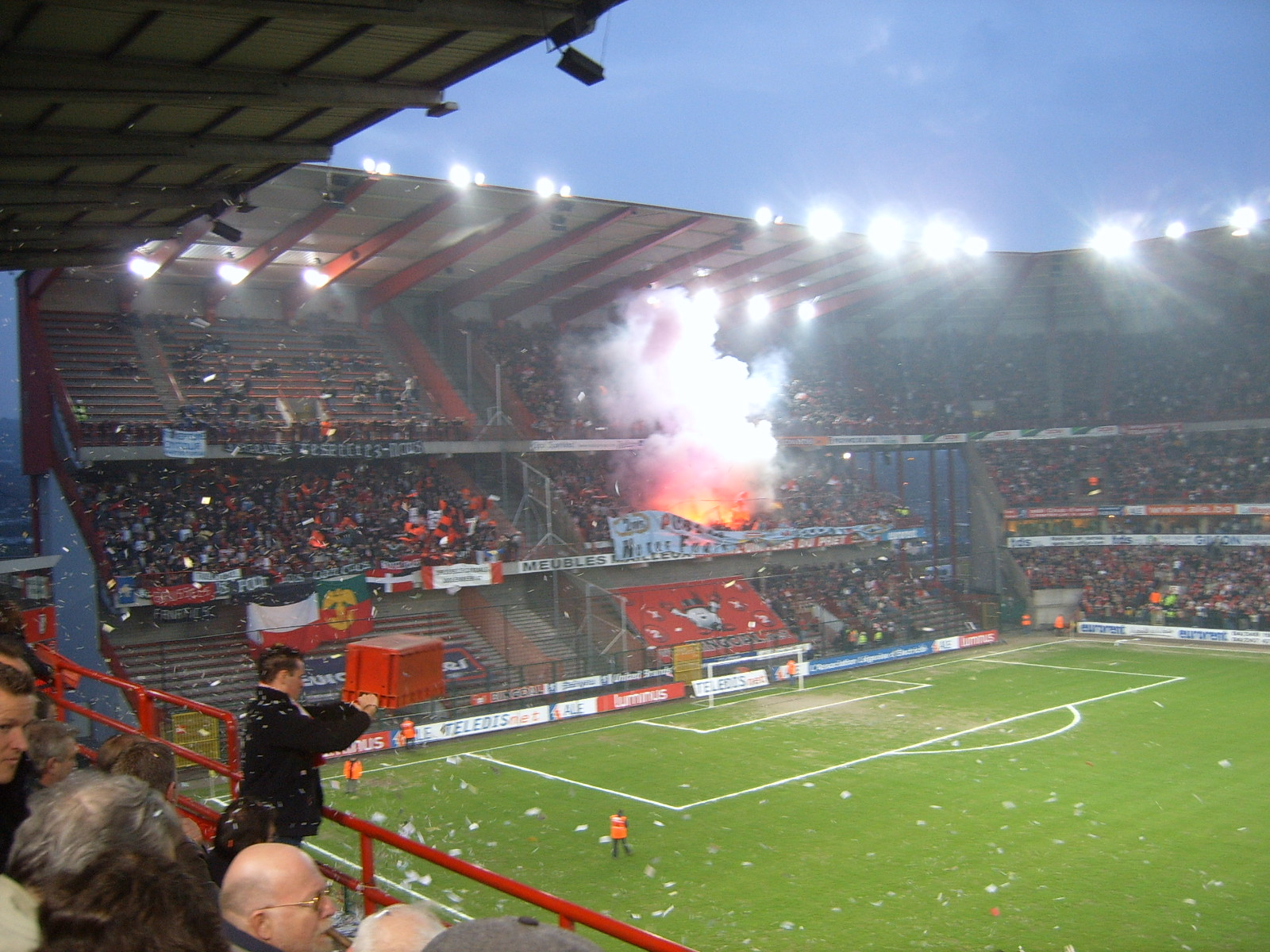
莫里斯·迪弗拉纳体育场

### 本土賽事
- 比利時足球甲級聯賽
  - 冠軍 (10次)：1957–58, 1960–61, 1962–63, 1968–69, 1969–70, 1970–71, 1981–82, 1982–83, 2007–08, 2008–09
  - 亞軍 (13次)：1925–26, 1927–28, 1935–36, 1961–62, 1964–65, 1972–73, 1979–80, 1992–93, 1994–95, 2005–06, 2010–11, 2013–14, 2017–18

- 比利時盃
  - 冠軍 (8次)：1954, 1966, 1967, 1981, 1993, 2011, 2016, 2018
  - 亞軍 (10次)：1965, 1972, 1973, 1984, 1988, 1989, 1999, 2000, 2007, 2021

- 比利時聯賽盃
  - 冠軍 (1次)：1975

- 比利時超級盃
  - 冠軍 (4次)：1981, 1983, 2008, 2009
  - 亞軍 (5次)：1993, 1982, 2011, 2016, 2018

### 歐洲賽事
歐洲盃賽冠軍盃
亞軍 (1)：1982
國際托托盃
亞軍 (1)：1996

## 現時名單
註釋：國旗表示球員在國際足聯資格規則定義的國家隊。球員可能擁有一個以上非國際足聯國籍。
| 號碼 |                | 位置 | 球員         |
| ---- | -------------- | ---- | ------------ |
| 1    | 西班牙         | 门将 | 域陀·華迪斯  |
| 2    | 比利时         | 后卫 | 高歷士       |
| 5    | 巴西           | 后卫 | 莫拉伊斯     |
| 6    | 瓜德罗普       | 中场 | 高列特       |
| 7    | 伊朗           | 前锋 | 古全內賈德   |
| 9    | 刚果民主共和国 | 前锋 | 馬保卡尼     |
| 10   | 比利时         | 前锋 | 甘馬高       |
| 11   | 比利时         | 中场 | 杜費亞       |
| 14   | 比利时         | 后卫 | 梅里莫       |
| 15   | 克罗地亚       | 后卫 | 米古歷       |
| 16   | 比利时         | 门将 | 安東尼摩里斯 |
| 17   | 巴西           | 后卫 | 卡莫薩圖     |
| 18   | 比利时         | 中场 | 莫湯保       |

| 號碼 |          | 位置 | 球員           |
| ---- | -------- | ---- | -------------- |
| 19   | 塞内加尔 | 后卫 | 沙亞           |
| 20   | 科特迪瓦 | 前锋 | 泰奧尼         |
| 22   | 法國     | 中场 | 曼加拉         |
| 24   | 葡萄牙   | 中场 | 迪亞高朗拿度   |
| 26   | 法國     | 中场 | 尼卡斯         |
| 27   | 比利时   | 后卫 | 安祖尼         |
| 29   | 科特迪瓦 | 前锋 | 塞尼亞斯       |
| 30   | 亞美尼亞 | 中场 | 楊加           |
| 33   | 摩洛哥   | 中场 | 卡斯拉干沙里斯 |
| 38   | 土耳其   | 门将 | 保拿特         |
| TBA  | 法國     | 中场 | 文迪斯         |
| TBA  | 以色列   | 后卫 | 加舒安         |

## 名人
- 米歇尔·普吕多姆 (Michel Preud'homme)
- 雷蒙·戈萨尔斯（Raymond Goethals）
- 斯蒂文·德弗尔 (Steven Defour)
- 埃里克·格雷茨 (Éric Gerets)
- 马罗阿尼·费莱尼 (Marouane Fellaini)
- 阿克塞尔·维特塞尔 (Axel Witsel)
- 迪厄多内·马保卡尼 (Dieudonné Mbokani)
- 埃米尔·姆蓬萨 (Émile Mpenza)